# Can Tirel
Can Tirel és una obra del municipi de Cornellà de Llobregat (Baix Llobregat) inclosa en l'Inventari del Patrimoni Arquitectònic de Catalunya.

## Descripció
Es tracta d'una masia de tres pisos, de planta quadrada i coberta amb teulada a quatre vessants. La seva tipologia correspon a l'esquema I-3 de Danès i Torràs reproduït a la publicació de F. Marcé. L'estil és popular. Té una terrassa lateral que podria ser d'època posterior al gros de la construcció.
Surt esmentada a la "Gran Geografia Comarcal de Catalunya" com anterior al segle xviii.

## Les cartes delConsultorio de Elena Francis
A Can Tirel, propietat de la família Fradera-Bes de Cornellà de Llobregat, quan tècnics de l'ajuntament d'aquesta ciutat visitaven l'edifici per rehabilitar-ho i convertir-ho en equipament municipal es van trobar la documentació del Consultorio de Elena Francis. Aquesta masia, desocupada per la família Fradera des de feia dècades, va ser adquirida pels promotors de la urbanització de la zona, que la van cedir a l'Ajuntament de Cornellà de Llobregat. Les cartes estaven en pèssim estat de conservació, i després d'un tractament de desinfecció i desinsectació, van ser ingressades a l'Arxiu Comarcal del Baix Llobregat (Sant Feliu de Llobregat) al març de 2007. Se n'ha conservat una part (unes 70.000, grosso modo), compreses entre els anys 1951 i 1972. A més d'aquestes, s'han conservat també alguns guions del programa.